# Dreamgirls
Dreamgirls er en amerikansk musicalfilm fra 2006, instrueret af Bill Condon og med blandt andre Beyoncé Knowles, Jennifer Hudson og Eddie Murphy på rollelisten.